# Borregos CEM
Los Borregos CEM fue un equipo de fútbol americano universitario de México. La escuadra representó hasta el año 2015 al Tecnológico de Monterrey, Campus Estado de México, institución privada de educación superior. En el 2009 declinó su participación en el campeonato nacional de la ONEFA para participar en el Campeonato Universitario Borregos 2009. En el 2010 participó como miembro fundador de la Liga Premier CONADEIP.

## Historia
Entre los mayores logros del equipo se encuentran el haber ganado dos veces el torneo de la de la Liga Mayor de la ONEFA, el mayor torneo de fútbol americano del país. La escuadra se coronó campeona en los torneos correspondientes al 2000 y al 2003, derrotando a la escuadra del Tecnológico de Monterrey, Campus Monterrey, considerada como la mejor de la liga.
A pesar de ser considerado como uno de los equipos más fuertes del torneo, los Borregos Salvajes del Campus Estado de México, es un equipo relativamente nuevo en el máximo circuito de fútbol americano de México. Así, su historia no es tan rica, ni provoca tantas pasiones como las escuadras de la UNAM, IPN o el Tecnológico de Monterrey, Campus Monterrey.
En un principio, la institución (fundada en 1976) sólo se concentró en formar equipos que compitieran en las categorías menores de la ONEFA, principalmente la categoría Juvenil. No fue sino hasta 1994, que el equipo tuvo acceso a la Liga Mayor, en donde estuvo desde su primera temporada en la final de la Conferencia Nacional. Ascendió a la Conferencia de los Diez Grandes en 1996 al derrotar a los Lobos de la UAC de Coahuila. En su primera temporada en 1997 se llegó a la postemporada y el equipo no ha dejado de asistir a esa fase de la temporada desde ese entonces. No fue hasta el año 2000, que el equipo tuvo su primer campeonato y en el año 2003 logró su segundo campeonato, en ambos derrotando al equipo de Borregos Salvajes, Campus Monterrey.

## Estadio
La escuadra entrenó y jugó en el estadio de la universidad, bautizado El corral de plástico, en referencia a haber sido el primer estadio en México con pasto artificial.

## Campeonatos

### Campeonatos nacionales
| Año                             | Entrenador                      | Récord                          | Resultado           |
| ------------------------------- | ------------------------------- | ------------------------------- | ------------------- |
| 2000                            | Rafael Duk Delgado              | 11–0                            | CEM 38 Monterrey 28 |
| 2003                            | Enrique Borda                   |                                 | CEM 38 Monterrey 36 |
| Campeonatos nacionales totales: | Campeonatos nacionales totales: | Campeonatos nacionales totales: | 2                   |

### Otros Campeonatos
| Año                                 | Conferencia                         | Entrenador                          | Récord                              | Final de conferencia |   |
| ----------------------------------- | ----------------------------------- | ----------------------------------- | ----------------------------------- | -------------------- | - |
| 1996                                | Conferencia Nacional                | Rafael Duk Delgado                  |                                     | CEM 28 UAC 6         |   |
| Campeonatos de conferencia totales: | Campeonatos de conferencia totales: | Campeonatos de conferencia totales: | Campeonatos de conferencia totales: | 1                    | 1 |

## Temporadas
| Campeonato Nacional | Campeonato de Conferencia | Campeonato de Grupo |

| Temporada | Head Coach             | Conferencia | Pos. Conf. | Pos. Gpo./Div. | Ganados | Perdidos | Postemporada                                          |
| --------- | ---------------------- | ----------- | ---------- | -------------- | ------- | -------- | ----------------------------------------------------- |
| 1998      | Rafael Duck            | 10 Grandes  | 3.º        | —              | 6       | 4        | Perdió en semifinales ante Aztecas UDLA 29–32         |
| 1999      | Rafael Duck            | 10 Grandes  | 3.º        | —              | 7       | 3        | Perdió en semifinales ante Borregos Monterrey 24–30   |
| 2000      | Rafael Duck            | 10 Grandes  | 1.º        | —              | 11      | 0        | Ganó la final ante Borregos Monterrey 38–28           |
| 2003      | Enrique Borda          | 10 Grandes  | 1.º        | —              | 9       | 1        | Ganó la final ante Borregos Monterrey 38-36           |
| 2022      | Mario Acevedo Carrasco | 14 Grandes  | 6.º        | —              | 5       | 3        | Perdió en cuartos de final ante Borregos Puebla 38-15 |
| 2024      | Mario Acevedo Carrasco | 14 Grandes  | 5.º        | —              | 6       | 3        | Perdió en cuartos de final ante Pumas CU 15-13        |